# Zhejiang
Zhejiang (浙江, romanizat și ca Chekiang) este o provincie pe coasta de est a Republicii Populare Chineze. Capitala și cel mai mare oraș al său este Hangzhou, iar alte orașe notabile includ Ningbo și Wenzhou. Zhejiang se învecinează cu Jiangsu și Shanghai la nord, Anhui la nord-vest, Jiangxi la vest și Fujian la sud. La est se află Marea Chinei de Est, dincolo de care se află Insulele Ryukyu. Populația din Zhejiang este de 64,6 milioane, a 8-a cea mai mare în China. A fost numită „coloana vertebrală a Chinei”, deoarece este o forță motrice majoră în economia chineză și fiind locul de naștere al mai multor oameni de seamă, inclusiv liderul naționalist chinez Chiang Kai-shek și antreprenorul Jack Ma. Zhejiang este format din 90 de județe (inclusiv orașe și districte la nivel de județ).
Zhejiangul de astăzi era controlat de Regatul Yue în Perioada Primăverilor și Toamnelor. Imperiul Qin l-a anexat ulterior în 222 î.Hr. La sfârșitul dinastiei Ming și sub dinastia Qing care a urmat-o, porturile din Zhejiang au devenit centre importante ale comerțului internațional. A fost ocupat de Imperiul Japonez în timpul celui de-al doilea război sino-japonez și încorporat în statul-marionetă japonez cunoscut cu numele de Guvernul Național Reorganizat al Chinei. După înfrângerea Japoniei, economia Zhejiang a stagnat din cauza politicilor lui Mao Zedong. Cu toate acestea, după reforme economice în China, Zhejiang a ajuns să fie considerată una dintre cele mai bogate provincii ale Chinei, ocupând locul patru dopă PIB la nivel național și locul șase după PIB pe cap de locuitor, cu un PIB nominal de 1,14 trilioane USD în 2022.
Colinele acoperă aproximativ 70% din suprafața provinciei, cu altitudini mai mari în sud și vest. Zhejiang are, de asemenea, o coastă mai lungă decât orice altă provincie continentală a Chinei. Râul Qiantang străbate provincia, de la care își trage numele. De provincie aparțin trei mii de insule, cele mai multe în China. Capitala Hangzhou se află la capătul Marelui Canal în golful Hangzhou, care se găsește în nordul Zhejiangului și desparte Shanghai și Ningbo. Golful conține multe insule mici numite colectiv Insulele Zhoushan.
Hangzhou este un oraș important din punct de vedere istoric și este considerat un oraș mondial cu o clasificare „Beta+” conform GaWC. Include notabilul Lac de Vest. În Zhejiang se vorbesc diferite dialecte chineze, cea mai proeminentă fiind chineza Wu. Zhejiang este și una dintre cele mai importante provincii ale Chinei în domeniul cercetării și educației. În 2022 două orașe majore din Zhejiang s-au clasat conform Nature Indexîn primele 200 de orașe din lume (Hangzhou pe locul 19 și Ningbo pe locul 170) după rezultatele cercetării științifice. 

## Orașe
- Hangzhou (杭州市 Hángzhōu Shì)
- Huzhou⁠(d) (湖州市 Húzhōu Shì)
- Jiaxing⁠(d) (嘉兴市 Jiāxīng Shì)
- Zhoushan⁠(d) (舟山市 Zhōushān Shì)
- Ningbo⁠(d) (宁波市 Níngbō Shì)
- Shaoxing⁠(d) (绍兴市 Shàoxīng Shì)
- Quzhou⁠(d) (衢州市 Qúzhōu Shì)
- Jinhua⁠(d) (金华市 Jīnhuá Shì)
- Taizhou (台州市 Tāizhōu Shì)
- Wenzhou (温州市 Wēnzhōu Shì)
- Lishui⁠(d) (丽水市 Líshuǐ Shì)